# ジョアン2世 (ポルトガル王)
ジョアン2世（João II, 1455年3月3日 - 1495年10月25日）は、アヴィス王朝のポルトガル王（在位：1481年 － 1495年）。アフォンソ5世と最初の王妃イザベル・デ・コインブラの子。「無欠王」（O Príncipe Perfeito）と称される。

## 事跡
父王の時代から摂政の地位にあり、1481年に即位する。即位後は強力な中央集権化を目指し、コルテス（身分制議会）の援助を得て貴族階級を弾圧した。1483年には、国土の3分の1を支配してポルトガルで権力をほしいままにしていた上、カスティーリャ王国と内通していた又従兄のブラガンサ公フェルナンド2世を滅ぼした。1471年に結婚した王妃レオノール・デ・ヴィゼウの兄で、ジョアンの従兄に当たるヴィゼウ公ディオゴも、謀反に加わっていたため同年に殺された。
エンリケ航海王子のアフリカ西海岸開拓事業を継承して、1484年にコンゴ河口、1488年には喜望峰に到達する。クリストファー・コロンブスの航海事業には協力しなかったため、大西洋開拓ではスペイン（カスティーリャ＝アラゴン連合王国）に遅れをとった。
従妹でもある王妃レオノールとの間の2男のうち、次男ジョアンは夭逝した。長男アフォンソ王太子は1490年、カスティーリャ＝アラゴン王女イサベル（カトリック両王の娘）とエヴォラで結婚したが、翌1491年に王太子は落馬事故で死去し、王太子妃イサベルは故国へ戻った。
王の血を引くのは庶出の男子ジョルジェ（1481年 - 1550年）しかいなかったが、王妃レオノールに嫌われており、後継者に指名できなかった。結局、王妃の勧めに従い、彼女の弟で従弟に当たるベージャ公マヌエルを王太子に指名した。
1495年、41歳で死去した。精力的で覇気に溢れた名君として高く評価されている。